# Bogner Amplification
Bogner Amplification ist ein amerikanischer Hersteller von Gitarrenverstärkern mit Sitz in Los Angeles. Das Unternehmen wurde von dem Deutschen Reinhold Bogner gegründet, der seit 1990 Verstärker und Verstärkermodifikationen unter der Marke Bogner herstellt und vertreibt.

## Geschichte und Produkte
Reinhold Bogner fing mit etwa vierzehn Jahren an, Röhrenverstärker von Marshall und Fender für sich und Freunde nachzubauen und mit Röhren zu experimentieren. Später führte er seine Karriere mit dem Umbau von Marshall-Verstärkern fort und wanderte 1989 aus Ulm in die USA aus. In seinem Gepäck war ein stark modifizierter Marshall JCM-800, den er verschiedenen Musikern zeigte. Später modifizierte er unter anderem die Verstärker von Steve Vai, Eddie Van Halen und Mike Landau.

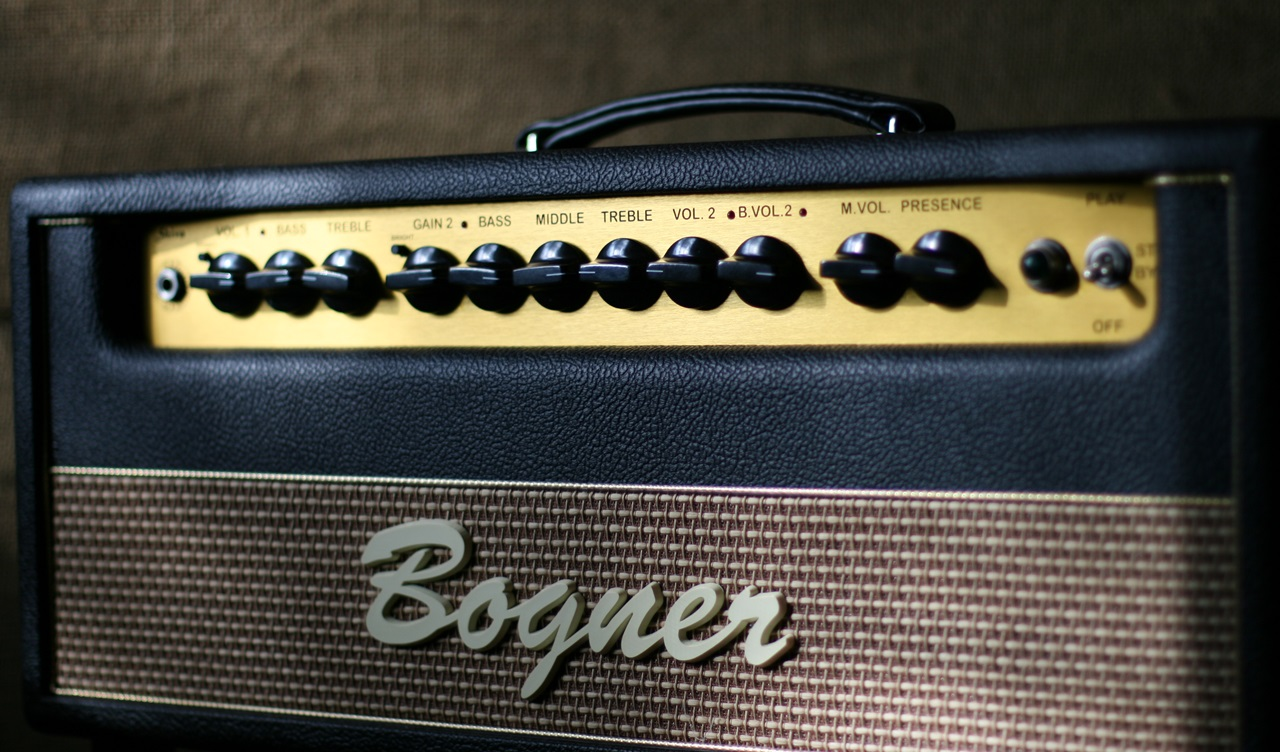
Bogner Shiva Amp

Das erste Bogner Serienprodukt war der Triple Giant, ein dreikanaliger Vollröhren-Vorverstärker für 19"-Racksysteme. Zu den bekanntesten Bogner-Verstärkern zählen der seit 1992 gebaute Ecstasy, ein 100-Watt-Vollröhrenverstärker mit drei Kanälen, der Überschall, ein 120-Watt-Vollröhrenverstärker mit zwei Kanälen und der 80-Watt-Vollröhrenverstärker Shiva.
Bogner-Vollröhrenverstärker zählen zu den teuersten Verstärkern auf dem Markt. Erst mit dem Alchemist, einer Kooperation mit Line 6, und günstiger Fertigung in der Volksrepublik China öffnete sich Bogner breiteren Käuferschichten. Diese Kooperation wurde 2011 mit dem Line 6 DT50 weitergeführt, Bogner entwickelte für diesen Verstärker ein völlig neues Vor- und Endstufen-Konzept, durch das verschiedene Betriebsarten und Voicings möglich werden. Zuvor hatte Bogner 2007 zusammen mit Line 6 den Spider Valve, den ersten Modelling-Verstärker auf Vollröhrenbasis, entwickelt.
2009 wurde Bogners Produktreihe Alchemist von der Musikzeitschrift Guitar World mit dem Gold Award for Overall Value ausgezeichnet.

## Bekannte Musiker, die mit Bogner-Verstärkern spielen
- Alice in Chains spielen mit G&L-Gitarren, Bogner Fisch-Verstärkern und Mesa/Boogie-Verzerrern[9]
- Kerry King, Gitarrist von Slayer, spielte in den neunziger Jahren eine ESP-Gitarre mit Bogner-Vorverstärker und Marshall-Hauptverstärker[10]
- Die Band Korn spielt mit Verstärkern von Bogner, Line 6, Matchless und Rivera.[11]
- Dave Jerden, Toningenieur bzw. Produzent u. a. von Alice in Chains, Anthrax und The Offspring, setzt Verstärker von Bogner, Marshall, Matchless und Soldano ein.[12]
- Steve Lukather spielt mit Music-Man-Gitarren seiner eigenen Signature Serie „Luke“ an zwei Bogner Ecstasy-101B Verstärkern[13]
- Sven Axer spielt mit seinen Sign Guitars-Gitarren einen Bogner Ecstasy-101B Verstärker an einer Bogner 2x12" Box, einen Bogner Shiva Combo und einen Bogner Goldfinger 54 Phi Combo.